# Leksaksmuseet
Leksaksmuseet (Legetøjmuseet) er et legetøjsmuseum i Fisksätra ved Stockholm. Museets samlinger rækker fra 1800-tallets dukker til nutidens elektroniske spil. Blandt andet er der ting som Barbiedukker, tinsoldater, Meccano, Lego, modelbiler og superhelte. I alt råder museet over ca. 35.000 genstande, hvoraf ca. 10.000 er udstillet. Ca. 60 % af det udstillede er museets egne ting, mens resten er lånt fra private samlinger. Museet rummer desuden Järnvägssällskapets modeljernbane.
Museet drives af en uafhængig fond, der stiftedes 5. marts 1975. Museet indviedes 30. august 1980 i den tidligere Philipsenska Skolinrättningen ved Mariatorget. Den første chef var Landstingspolitikeren Stig Dingertz. I 2005 flyttede museet til Tegelviksgatan 22 på Södermalm, hvor det fik fælles entre med Spårvägsmuseet. Begge museer måtte imidlertid lukke for flytning i september 2017. Leksaksmuseet åbnede i nye lokaler i Fisksätra i tilslutning til Historiearvsmuseet i Nacka 26. maj 2018.